# PT-617
Le PT-617, aussi appelé Big Red Cock et Dragon Lady, est une vedette-torpilleur de type PT boat  (PT = Patrol Torpedo) construit par Electric Launch Company (en) de Bayonne (New Jersey) en 1945. Il est l'un des rares bateaux PT survivants de la Seconde Guerre mondiale. Il fait partie de la collection du PT Boat Museum (en), qui fait lui-même partie du musée maritime Battleship Cove à Fall River dans le Massachusetts. Il est le seul bateau PT de type Elco de 80 pieds, identique au célèbre PT-109 commandé par John Fitzgerald Kennedy, à avoir survécu et représente le type de bateau PT le plus utilisé, le plus apprécié et le plus testé au combat des États-Unis pendant la Seconde Guerre mondiale.

## Description
Le PT-617 a été lancé le 28 juillet 1945 par le chantier naval Electric Launch Company (en) dans le New Jersey. La coque était constituée de deux couches de planches d'acajou posées en diagonale sur des cadres stratifiés en épicéa, chêne blanc et acajou, renforcées par des lattes longitudinales, des cadres transversaux secondaires et des pinces. Une couche de tissu, imprégnée de colle marine, a été posée entre les deux couches de bordé.
Ses trois moteurs V12 Packard 12 cylindres de 1 350 ch (1 007 kW) entainaient chacun un seul arbre, donnant au bateau une vitesse de pointe de 40 nœuds (74 km/h). Avec une pleine charge de 3 000 gallons de carburant aviation à indice d'octane 100, il avait une autonomie de 500 milles marins (930 km).
Le bateau était armé de quatre Mark 13 torpedo de 22,5 pouces (570 mm) sur des racks amovibles, de canons de 37 mm (1,5 pouce) et de 20 mm (0,79 pouce) à l'avant, d'un canon Bofors 40 mm à l'arrière et de deux mitrailleuses Browning M2 de calibre .50 dans des supports de chaque côté du cockpit. Il y avait aussi deux grenades sous-marines montées sur des supports à l'arrière, ainsi qu'un générateur de fumée. Deux lance-roquettes Mark 50 et un mortier de 60 mm (2,4 pouces) ont également été installés. De plus, l'équipage a reçu des armes légères, chaque homme portant un Colt M1911, et le bateau portait un fusil mitrailleur Browning BAR M1918, des fusils à verrou Springfield M1903, des mitraillettes Thompson et des grenades Mk 2.

## Historique
Mis en service trop tard pour participer à la Seconde Guerre mondiale, le PT-617 a été temporairement affecté après la guerre dans le cadre du MTB Squadron 42, prévu pour servir dans la flotte du Pacifique et ensuite annulé.
Le bateau a été mis hors service le 28 janvier 1946 et finalement vendu le 23 octobre 1947. Entre des mains privées, le bateau a servi de yacht, de sauvetage  et de plate-forme de plongée. 

## Préservation
Il a été acheté par PT Boats, Inc. en 1979, et après avoir été restauré dans sa configuration de la Seconde Guerre mondiale, il a été officiellement exposé le 1er septembre 1985 au Battleship Cove dans le Massachusetts.
Il a été classé au registre national des lieux historiques le 20 décembre 1989 et nommé National Historic Landmark le 20 décembre 1989.

## Galerie
|                                 |
| Vue aérienne de Battleship Cove |

|                    |
| Moteur V12 Packard |